# 武藤英司
武藤 英司（むとう えいじ、1917年11月22日 - 1999年1月5日）は、日本の俳優。本名：武藤 栄治（読みは同じ）。
岐阜県武儀郡美濃町（現：美濃市）出身。岐阜県立武義高等学校、ハルピン学院卒業。劇団芸術座、水谷八重子一座、東宝、新演伎座、劇団東芸、エヌ・エー・シー、中里事務所などに所属していた。

## 人物・略歴
ハルピン学院卒業後、石油会社に入社。その後、都市交通会社に転勤。
時代劇の悪役などで活躍した。劇団東芸では監査役であった。
1999年1月5日、肺炎の為、81歳で死去。

## 出演作品

### 映画
- 悪魔と拳銃（1959年）
- さくら盃　義兄弟（1969年）
- あしたのジョー（1970年）
- TATTOO＜刺青＞あり（1982年）
- 旅芝居行進曲（1982年）

### テレビドラマ
- 月光仮面（1958年 - 1959年、KRT / 宣弘社） - 赤星博士、サタンの爪
- 遊星王子（1958年 - 1959年、NTV / 宣弘社） - 武田部長刑事
- ダイヤル110番（1960年、NTV）
- 松本清張シリーズ・黒の組曲 第36話「俺は知らない」（1962年、NHK） - 弥平次
- 第7の男（1964年 - 1965年、CX / 東北新社）- 島田警部
- 午後の微笑（1966年 、東海テレビ）
- 連続テレビ小説 / おはなはん（1966年 - 1967年、NHK）
- 特別機動捜査隊（NET / 東映）
  - 第83話「はみ出した青春」（1963年）
  - 第127話「蜘蛛の巣」（1964年）
  - 第128話「さすらい」（1964年）
  - 第149話「夏の終わり」（1964年）  - 丹下刑事
  - 第193話「罪と罰」（1965年）
  - 第239話「逃亡」（1966年）
  - 第259話「その結婚に異義あり」（1966年）  - 柳田
  - 第284話「こどもの暦」（1967年）  - 渡辺
  - 第296話「九年目の女」（1967年）  - 森崎
  - 第300話「蟷螂のような女」（1967年）  - 村岡
  - 第354話「荒野を馳ける女」（1968年） - 桜井
  - 第378話「美しき鷹」（1969年） -  高村
  - 第398話「蜜蜂色の少女」（1969年）  - 中桐
  - 第419話「夜のシャボン玉」（1969年）  - 森口
  - 第422話「上流階級」（1969年）  - 門脇
  - 第431話「馬鹿な女」（1970年） - 橋本
  - 第445話「ある終局」（1970年） - 東大寺
  - 第455話「金髪と口紅」（1970年） - 今泉弁護士
  - 第466話「10年目の事件」（1970年） - 黒柳
  - 第479話「浅草の唄」（1971年） - 藤井
  - 第487話「花咲かぬ春」（1971年） - 田代
  - 第489話「風の中の姉妹」（1971年） - 望月
  - 第504話「乱れた女たち」（1971年） - 藤田
  - 第521話「ある沖縄の女」（1971年） - 津山
  - 第543話「皆殺しの詩」 (1972年）  - 今井
  - 第558話「野獣の凄む街」（1972年）  - 鏑木
  - 第569話「大都会の詩」（1972年）  - 間部
  - 第573話「老刑事と娘」（1972年）  - 大和田
  - 第590話「愛の崖」（1973年）  - 篠原
  - 第606話「愛と憎しみの湖」（1973年）  - 上林
  - 第612話「誘惑の報酬」 (1973年）  - 新井
  - 第643話「ちぎれた首飾り」 (1974年) - 丹波
  - 第686話「陽のあたらない坂道」（1974年）  - 権藤利平
  - 第691話「三船刑事死す」（1975年）  - 佐田
  - 第717話「わたしが殺した男」（1975年） - 署長（南大塚警察署）
  - 第745話「大学は出たけれど」（1976年） - 板垣啓三
  - 第773話「ゆり子という女」（1976年） - 平田新三
  - 第790話「華麗なる出逢いの時」（1977年） - 若林忠雄
- ウルトラシリーズ（TBS / 円谷プロ）
  - ウルトラQ 第26話「燃えろ栄光」（1966年）  - 奥井林太郎
  - ウルトラマン80 第4話「大空より愛をこめて」（1980年）  - スーパーの父
- 三匹の侍（CX）
  - 第4シリーズ
    - 第6話「血と砂金」（1966年） - 能勢久四郎
    - 第18話「処刑」（1967年） - 赤沢七郎次

  - 第6シリーズ 第5話「浪人志願」（1968年） - 岩沼半十郎
- 白い巨塔（1967年、NET / 東映）  - 野坂教授
- ナショナルゴールデン劇場 / 霧の旗（1967年、NET）
- 秘密指令883 第3話「聖徳太子が二人いた」（1967年 - 1968年、フジテレビ）-世紀社常務 牧田
- 怪奇大作戦 第4話「恐怖の電話」（1968年、TBS / 円谷プロ） - 岡島所長（大和電機中央研究所）
- マイティジャック 第2話「K52を奪回せよ」（1968年、CX / 円谷プロ）  - 吉村院長
- 銭形平次（CX / 東映）
  - 第124話「血染めの手型」（1968年） - 備前屋宗右衛門
  - 第187話「二つの証言」（1969年） - 桔梗屋喜助
  - 第324話「おゆきの初恋」（1972年） - 長崎屋
  - 第442話「風は哭いていた」（1974年） - 不知火藤兵ヱ
  - 第485話「お京の身代金」（1975年） - 暗闇の重兵ヱ
  - 第539話「平次を狙え!」（1976年） - 仙右ヱ門
  - 第590話「悪徳の報酬」（1977年） - 惣右ヱ門
  - 第809話「幻の殺人者」（1982年） - 勘助
  - 第845話「男やもめに花が咲く」（1983年） - 仙右ヱ門
  - 第882話「十手が泣いている」（1984年）
  - 第888話「あヽ十手ひとすじ!! 八百八十八番大手柄 さらば我らの平次よ 永遠に」（1984年）
- 花のお江戸のすごい奴 第9話「怪談 呪いの櫛」（1969年、CX / 東映 / 新国劇） - 前島兵庫助
- 用心棒シリーズ 俺は用心棒 第26話「暁雲」（1969年、NET / 東映）  - 万助
- プレイガール（1969年、12ch / 東映）
- フラワーアクション009ノ1 第10話「くたばれギャンブルガール」（1969年、CX / 東映）
- 鬼平犯科帳 第1シリーズ（NET / 東宝）
  - 第6話「本所・桜屋敷」（1969年）‐ 服部角之助
  - 第49話「神田明神裏」（1970年）- 槌屋
- 五番目の刑事 第10話「肝っ玉少年」 (1969年、NET / 東映)　- 大垣
- ゴールドアイ第19話「頭脳人間蒸発」（1970年、NTV / 東映）
- 紅つばめお雪 第4話「ふたりがひとり」（1970年、NET）- 三崎屋官兵ヱ
- 遠山の金さん捕物帳（NET / 東映）
  - 第10話「最後に笑った男」（1970年） - 角屋七五郎
  - 第126話「身を投げ出して来た女」（1972年） - 近江屋
  - 第155話「わが子を追いつめる男」（1973年） - 徳兵衛
- 大岡越前（TBS / C.A.L）
  - 第1部 第6話「三葉葵の謎」（1970年4月20日） - 田原屋甚助
  - 第3部
    - 第16話「殺しの長脇差」（1972年） - 但馬屋嘉兵ヱ
    - 第30話、第31話「享保太平記（前篇、後篇）」（1973年） - 南部屋利喜松

  - 第5部 第6話「足を洗った女」（1978年3月13日） - 香雲屋市兵衛
  - 第6部 第14話「父の死を願った息子」（1982年6月7日） - 伊東屋九郎兵衛
  - 第8部 （1984年）
    - 第10話「狙われた美人画の女」 - 河奈屋
    - 第16話「抜け荷暴いた娘掏摸」 - 大津屋

  - 第9部 第15話「姉恋し手鎖道中」（1986年2月3日） - 利兵衛
  - 第10部 第8話「医者は悪事の隠れみの」（1988年4月18日） - 河内屋
- 水戸黄門（TBS / C.A.L）
  - 第2部 第32話「小太刀の女 -久留米-」（1971年5月3日） - 筑後屋茂衛門
  - 第3部（1972年）
    - 第9話「愛のむち -浜松-」 - 浜松屋剛右衛門
    - 第15話「忍びの掟 -伊賀上野-」 - 弥平次
    - 第25話「狙撃者 -天草-」 - 下げ針の金作

  - 第5部 第22話「八兵衛女難 -福岡-」（1974年9月2日） - 吾妻辰蔵
  - 第6部 第2話「哀愁稗搗節 -宮崎-」（1975年4月7日） - えびす屋喜兵衛
  - 第7部
    - 第18話「盗まれた印籠 -山形-」（1976年9月20日） - 三州屋松造
    - 第34話「日光街道日本晴れ -宇都宮・水戸-」（1977年1月10日） - 五郎蔵

  - 第8部（1977年）
    - 第3話「東海道お化け旅籠 -平塚-」 - 南湖屋彦造
    - 第17話「鹿が知ってた悪い奴 -奈良-」 - 陽明堂

  - 第9部
    - 第6話「恐怖の標的 -一ノ関-」（1978年9月11日） - 小松屋
    - 第24話「弟思いの一番勝負 -川越-」（1979年1月15日） - 肥前屋仁右衛門

  - 第10部 第23話「めざす敵はお殿様 -高遠-」（1980年1月21日） - 小松屋儀助
  - 第11部（1980年）
    - 第9話「隠密津軽凧 -弘前-」 - 大津屋軍蔵
    - 第20話「出世を願った嫁いびり -行田-」 - 相馬屋伝兵衛

  - 第12部（1981年）
    - 第7話「お志乃に惚れた提灯作り -岐阜-」 - 大野屋甚助
    - 第12話「八兵衛身代り危機一髪 -徳島-」 - 稲田屋庄兵衛

  - 第13部
    - 第4話「欲望渦巻く金山地獄 -三島-」（1982年11月8日） - 巨摩屋十兵衛
    - 第20話「女桃太郎の鬼退治 -博多-」(1983年2月28日)  - 若松屋

  - 第14部（1984年）
    - 第20話「仇を討たれに来た男 -新発田-」 - 黒姫屋
    - 第29話「悲願叶えた狸の仇討ち -信楽-」 - 山城屋

  - 第15部（1985年）
    - 第7話「無法を砕く大草原の血闘 -阿蘇-」 - 肥後屋
    - 第19話「父娘救った主君の鎧 -備中松山-」 - 源造
    - 第30話「男度胸の木曽節仁義 -木曽福島-」 - 大町屋

  - 第16部（1986年）
    - 第6話「敵と呼ばれた助三郎 -島田-」 - 富田屋
    - 第15話「娘が消えた縮緬の里 -宮津-」 - 小宮茂助
    - 第35話「赤べこが結ぶ夫婦の絆 -会津-」 - 大倉屋

  - 第17部
    - 第2話「血染めの直訴状 -八王子-」（1987年8月31日） - 片倉屋
    - 第22話「惚れた娘はお姫様 -竜野-」（1988年1月25日） - 摂津屋

  - 第18部 第4話「花嫁衣裳の秘密 -小山-」（1988年10月3日） - 春木屋
- 人形佐七捕物帳 第10話「怪談・変幻地獄」（1971年、NET / 東宝） - 斑鳩玄蕃
- 清水次郎長　第45話「わたる世間で鬼退治」（1972年、CX / 東映） - 釜崎大膳
- お祭り銀次捕物帳（1972年、CX / 東映） - 坂本弦之進
- 世なおし奉行 第5話「人別帳秘話」（1972年、NET / 東映）
- 冠婚葬祭屋（1972年、NET / 東映）
- ジキルとハイド 第5話「石上ユリの場合…」（1973年、CX / 東宝）
- 非情のライセンス（NET / 東映）
  - 第1シリーズ 第19話「兇悪の夢」（1973年）  - 井沢
  - 第2シリーズ 第46話「兇悪の閃光」（1975年）  - 村木
- 太陽にほえろ!
  - 第51話「危険を盗んだ女」（1973年） - 秋山
  - 第64話「子供の宝・大人の夢」（1973年）  - 牧村誠一郎
  - 第76話「おふくろ」（1973年）  - 山下院長
  - 第226話「天国からの手紙」（1976年） - 湯原社長
  - 第284話「正月の家」（1978年）  - 沼沢社長（東西サラリーローン）
  - 第344話「射程距離」（1979年）  - 浜口剛蔵
  - 第688話「ホノルル・大誘拐」、第689話「キラウェア・大追跡」（1986年） - ケン・タチハラ
- ご存知遠山の金さん 第34話「人情地獄を見た男」（1974年、NET / 東映） - 三崎屋
- 大江戸捜査網（12ch→TX / 日活・三船プロ）
  - 第114話「目撃者を消せ!」（1973年） - 吉田屋 (悪役では無い)
  - 第152話「命を売った女」（1974年） - 伊勢屋徳兵衛
  - 第177話「恐怖の訪問者」（1975年） - 黒川玄沢
  - 第201話「必死の逃亡者」（1975年） - 津島大膳
  - 第232話「江戸に吹く凶悪の嵐」（1976年） - 北見屋吾兵衛
  - 第274話「危機一髪殺しの切札」（1977年）  - 大久保
  - 第310話「遊女流転! 女義賊の謎」（1977年）  - 鉄五郎
  - 第333話「死闘! 風魔一族の陰謀」（1978年）  - 長兵衛
  - 第340話「遊女が秘めた一筋の涙」（1978年）  - 美濃屋
  - 第368話「高利貸し百一文の陰謀」（1978年）  - 更科屋金兵衛
  - 第390話「腰抜け侍怒りの封印刀」（1979年） - 水神の源右衛門
  - 第422話「少年が明かす炎の殺人集団」（1979年）  - 佐兵衛
  - 第495話「闇を裂く十手」（1981年） - 蔵前屋
  - 第503話「父娘が泣く非情の武士道」（1981年） - 丁子屋
  - 第553話「尼僧が誘う妖艶やわ肌蜘蛛」（1982年）  - 三崎屋
  - 第585話「刺青殺人 妖艶やわ肌秘図」（1983年）　- 仁平
  - 第600話「おんな殺し八王子千人軍団の謎」（1983年）　- 榮屋治兵衛
- ご存じ金さん捕物帳（NET / 東映）
  - 第1話「桜吹雪八百八町」（1974年） - 長崎屋
  - 第16話「芝居のいのち火」（1975年） - 水野
- 破れ傘刀舟悪人狩り（NET / 三船プロ）
  - 第18話「小さな目撃者」（1975年） - 越前屋茂左衛門
  - 第75話「裏切りの慕情」（1976年） - 本多肥前守忠保
  - 第100話「夜歩き美女」（1976年）
  - 第110話「天保ねずみ小僧異聞」（1976年）
- 伝七捕物帳（NTV / ユニオン映画）
  - 第76話「涙の赤っ鼻 情の十手」（1975年） - 民造
  - 第140話「命を賭けた待ッタナシ」（1977年） - 美濃屋
  - 第160話「大江戸裏町出世双六」（1977年） - 金兵衛
- 夜明けの刑事 第49話「就職の秋・人事課長殺人事件」（1975年、TBS / 大映テレビ）
- 遠山の金さん（NET→ANB / 東映） ※杉良太郎版
  - 第1シリーズ
    - 第9話「逃がし屋を追え!!」（1975年） - 嘉兵ヱ
    - 第38話「消えた姫君を追え」（1976年） -倉持
    - 第57話「ギヤマン飾りの女」（1976年） - 長浜村代官・井筒兵庫
    - 第87話「お白洲で実った恋」（1977年）  -作事奉行 沼田肥後守

  - 第2シリーズ（1979年）
    - 第6話「桜吹雪に廻るこま」 - 美濃屋
    - 第24話「死を商う男」 - ほていの徳太郎
- 隠し目付参上 第12話「白絹は血に染まったか」（1976年、MBS / 三船プロ）  - 湊屋久兵衛
- 十手無用 九丁堀事件帖 第18話「死を招く黄色い水」（1976年、NTV / 東映）  - 柏屋弥兵ヱ
- 人魚亭異聞 無法街の素浪人 第21話「恐怖の狙撃銃」（1976年、NET / 三船プロ）  - 千石屋
- 五街道まっしぐら! 第9話「妖花おどる怨霊の石橋」（1976年、NET / 東映）
- 華麗なる刑事 第25話「さびた手錠」（1977年、CX / 東宝） - 賭博組織のボス
- 江戸を斬る（TBS / C.A.L）
  - 江戸を斬るIII 第4話「強請に使つた贋金」（1977年） - 岡嶋屋
  - 江戸を斬るVII（1987年）
    - 第6話「桃の節句の鬼退治」 - 五雲堂
    - 第26話「同心長屋に隠し妻」 - 相模屋七兵衛
- 桃太郎侍 （NTV / 東映）
  - 第19話「中仙道・鬼狩り道中」（1977年） - 越後屋
  - 第50話「盗人一家は福の神」（1977年） - 内藤修理
  - 第82話「泣くな妹兄貴はつらい」（1978年） - 上総屋
  - 第111話「戻った記憶が呼んだ鬼」（1978年） - 唐津左兵ヱ
  - 第136話「仇討ち母子星」（1979年）  - 勘定奉行・塚原主膳
  - 第170話「お化け長屋の花魁道中」（1980年）  - 井筒屋佐平
  - 第209話「桃太郎とヘンな泥棒」（1980年）  - 駿河屋長兵衛
  - 第239話「恋って奴ァむずかしい!」（1981）  - 三河屋弥右衛門
- 破れ奉行（1977年、ANB / 中村プロ）
  - 第15話「深夜の水門大爆破」 - 甲州屋
  - 第35話「闇に散った怨み花」 - 岩村弾正
- 達磨大助事件帳 第13話「雪絵危機一髪」（1978年、ANB / 前進座 / 国際放映） - 惣三郎
- 暴れん坊将軍シリーズ（ANB / 東映）
  - 吉宗評判記 暴れん坊将軍
    - 第16話「対決! 花の吉原」（1978年） - 丹波屋重左衛門
    - 第36話「天を欺く泣きぼくろ」（1978年） - 柳田兵庫
    - 第62話「黄金の闇に花一輪」（1979年） - 駿河屋久蔵
    - 第95話「炎の海に虹を見た」（1980年） - 房州屋孫兵衛
    - 第119話「女狐が泣いた人情纏」（1980年） - 山高屋伊左衛門
    - 第161話「笑って散った流転の人」（1981年） - 房州屋吉右衛門

  - 暴れん坊将軍II
    - 第31話「次郎吉 涙の恋泥棒!」（1983年） - 丹波屋重兵衛
    - 第108話「蛸さま命! の女剣士」（1985年） - 大杉屋
- 新五捕物帳 第20話「明日に咲いた男花」（1978年） - 伝兵衛
- 白い巨塔（1978年、CX） - 池沢代議士
- 特捜最前線 第91話「交番ジャック・4人だけの忘年会!」（1978年、ANB / 東映）  - 警察署長
- 江戸の激斗 第24話「必死の脱出!!」（1979年、CX / 東宝）  - 師岡国善
- 西遊記 第24話「火焔山!! 芭蕉扇の愛」（1979年、NTV / 国際放映） - 村の名主
- 江戸の牙 第19話「恐怖の人間狩り」（1980年、ANB / 三船プロ） - 西海屋
- そば屋梅吉捕物帳 第24話「女狐獄門旅」（1980年、12ch / 国際放映） - 備前屋
- 雪姫隠密道中記（1980年、MBS / S.H.P）
  - 第2話「妖怪!!鬼面の女 -佐賀-」 - 肥前屋八右衛門
  - 第16話「もっこ担いで悪退治 -名古屋-」 - 小松屋辰蔵
- ライオン奥様劇場 / 徳川の女たち 第二部「悲恋 お袖吉宗」（1980年、CX / 東映） - 筒井順斎
- 大捜査線シリーズ 追跡 第31話「暴走デカ!原宿えれじい」（1980年、CX / ユニオン映画）
- 同心部屋御用帳 新・江戸の旋風 第22話「十年振りの手口」（1980年、CX / 東宝） - 紀州屋
- 遠山の金さん（ANB / 東映） ※高橋英樹版
  - 遠山の金さん
    - 第8話「黒髪秘話! 蛇の目傘の女」（1982年）
    - 第46話「炎の恋情! 殺人者はおんな魔術師」（1983年） - 小平

  - 遠山の金さんII 第18話「女ごころ!」（1986年）
- 西部警察シリーズ（ANB / 石原プロ）
  - 西部警察 PART-II
    - 第18話「広島市街パニック!!」（1982年） - 山下専務（広島電鉄）
    - 第32話「狙われたシンデレラ」（1983年） - 柳田医師

  - 西部警察 PART-III
    - 第31話「思い出さがし」（1983年） - 亜細亜商事・三田村順造社長
    - 第56話「帰ってきた逃亡者」（1984年） - 内藤会長
- 松平右近事件帳 第2話「花の吉原花魁殺し」（1982年、NTV / ユニオン映画）- 藤左衛門
- 源九郎旅日記 葵の暴れん坊 第40話「春を待つ夫婦だるま」（1983年、ANB / 東映） - 小峰屋
- 火曜サスペンス劇場 / 寂しすぎた女（1983年、NTV）
- 花王 愛の劇場 / 黒革の手帖（1984年、TBS / 松竹）  - 長谷川
- ザ・ハングマンシリーズ（ABC / 松竹芸能）
  - ザ・ハングマン4 第5話「女高生が非行理事長に食いものにされる!」（1984年） - 新星学園PTA会長
  - ザ・ハングマンV 第21話「悪徳市長にハングマンが逮捕される!」（1986年） - 飯岡誠（みどり市市長）
- 欽ちゃんファミリー時代劇スペシャル 俺たちの熱い風（1984年、NTV）
- ただいま絶好調! 第11話「真昼の決斗」（1985年、ANB / 石原プロ）
- 金曜女のドラマスペシャル / 小野小町殺人事件（1986年、CX / 国際放映） - 足立理一郎
- 風雲!真田幸村 第22話「逆襲! 信州上田城の怪忍者」（1989年、TX / 東映） - 松原帯刀
- 続続・三匹が斬る! 第8話「二刀流、子孫は今じゃ二枚舌!」（1990年、ANB / 東映） - 西海屋
- ゴリラ・警視庁捜査第8班(1990年、ANB)第4話「ルパン・ザ・ポリス」 - カマタ警視正

### ラジオドラマ
- ゴジラの逆襲（1955年、ニッポン放送） - 寺沢隊長
- 詩劇 空は死んでゆく（1959年、CBC） - 調達庁・男の声[3]

### 舞台
- 女橋
- 芸者秀駒
- 破戒裁判